# Ptinus rufus
Ptinus rufus is een keversoort uit de familie klopkevers (Ptinidae). De wetenschappelijke naam van de soort werd in 1832 gepubliceerd door Gaspard Auguste Brullé.